# Kochankowie Roku Tygrysa
Kochankowie Roku Tygrysa – polsko-chiński film fabularny w reżyserii Jacka Bromskiego, zrealizowany w 2005 r. Zdjęcia do filmu powstały od lipca do grudnia 2004.

## Obsada
- Michał Żebrowski jako Wolski
- Li Min jako Song
- Sun Jifeng jako Guo
- Norbert Rakowski jako Stankiewicz

## Opis fabuły
W roku 1913 Polacy Wolski i Stankiewicz uciekają przez Syberię z miejsca zesłania. Wolskiego ratuje chiński myśliwy. Ocalony zesłaniec zakochuje się w córce swojego wybawiciela.